# ビル・イングリッシュ (コンピュータ技術者)
ウィリアム・カーク・イングリッシュ（William Kirk English、1929年1月27日 – 2020年7月26日）は、アメリカ合衆国のコンピュータ技術者。ビル（Bill）の名で通っていた
。SRIインターナショナル在籍時にダグラス・エンゲルバートのオーグメンテーション研究センター（ARC）でコンピュータ用マウスのプロトタイプ1号機を開発した。後にゼロックスPARCとサン・マイクロシステムズで勤務した。

## 学生時代
1929年1月27日、ケンタッキー州レキシントンにて、ハリー・イングリッシュとキャロライン（グレー）・イングリッシュの間で生まれた一人息子。父親と前妻との間に生まれた2人の異母兄弟がいた。ハリー・イングリッシュは炭鉱を管理する電気技師で、キャロラインは主婦であった。ビルは、アリゾナの寄宿学校に通い、その後、ケンタッキー大学で電気工学を学んだ。

## 経歴と業績

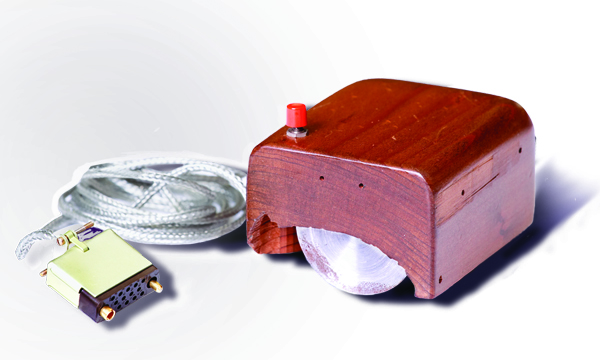
エンゲルバートの「簡潔なノート」に基づいてイングリッシュが製作したプロトタイプマウス

イングリッシュは、1950年代後半まで米国海軍に所属し、一時期は北カリフォルニアや日本に配属された。帰国後にスタンフォード大学で修士号を取得し、1960年代初めにスタンフォード研究所に入所してヒューイット・クレーンと磁石の研究を行い、磁性体のみでできたものとしては最初期の磁性体論理素子を構築した。
イングリッシュは、エンゲルバートと並び、マウスを初めて「作った」人物として知られている。1963年、NASAからの補助金を得て、コンピュータの画面上で要素を選択するのに最も効率の良いデバイスは何かを決定するプロジェクトを、エンゲルバートの研究チームで進めることになった。エンゲルバートは自身のアイデアを記していた「簡潔なノート」をイングリッシュに渡し、これに基づいてイングリッシュが製作した装置が、後にマウスと呼ばれるようになるデバイスの試作機1号となった。1965年、NASAに評価レポートが提出され、マウスが最適なデバイスに選ばれた。

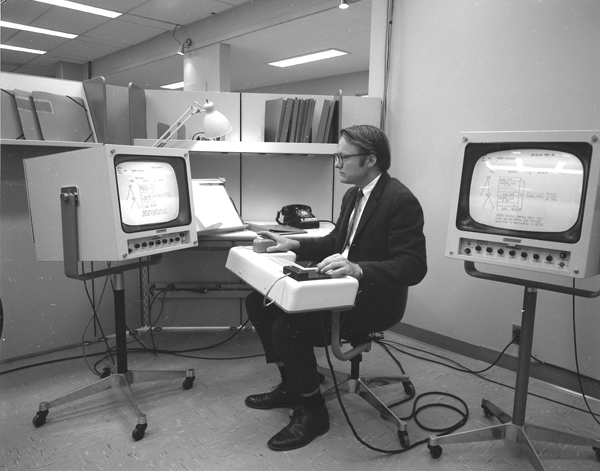
「すべてのデモの母」の準備をするイングリッシュ

かつての同僚ビル・デュヴァルによれば、イングリッシュは「何でも実現してしまう」人物であった。1968年12月9日、サンフランシスコ公会堂（現ビル・グラハム公会堂）で後に「すべてのデモの母」として知られるようになったNLS（oN-Line System）のデモが行われた。壇上のプレゼンテーションは研究責任者のエンゲルバートが行い、マウスを含むコンピュータテクノロジーが披露されたが、イングリッシュはNASAからフォルクスワーゲン・ビートルに匹敵する大きさのプロジェクタを借り、デモ会場を30マイル（約48キロメートル）離れたSRIのラボにあるホストコンピュータと結ぶ回線をリースして音声と映像の通信を確保するなど、デモの実現に寄与した。
1971年、イングリッシュはSRIを去り、Xerox PARCに移ってオフィスシステム研究グループを率いた。PARC在籍中に、初期のマウスに使っていたホイールをボールに置き換えたボールマウスを開発した。これに似た原理のデバイスとして、ドイツのテレフンケンが開発し、1968年からコンピュータ用の入力デバイスとして提供されていたRollkugelがあった。
イングリッシュは、その後1989年にサン・マイクロシステムズに移籍して国際化担当ディレクターとなった。
2020年7月26日、イングリッシュはカリフォルニア州サンラファエルで呼吸不全のため91歳で亡くなった。